# ماريانو باريديس (رسام)
ماريانو باريديس (بالإسبانية: Mariano Paredes)‏ هو رسام مكسيكي، ولد في 26 ديسمبر 1912 في مدينة فيراكروز في المكسيك، وتوفي في 8 ديسمبر 1979 في مدينة مكسيكو في المكسيك.